# Clark Duke
Clark Bailey Duke (Glenwood, 5 mei 1985) is een Amerikaanse acteur die het beste gekend is door zijn rollen in de films Kick-Ass, Sex Drive, Hot Tub Time Machine en A Thousand Words. Hij speelde ook Dale Kettlewell in de serie Greek, Clark Green in The Office en Barry in Two and a half men.

## Filmografie

### Films
| Jaar | Film                   | Rol                        | Opmerkingen |
| ---- | ---------------------- | -------------------------- | ----------- |
| 2007 | Superbad               | Tiener op het feest.       |             |
| 2008 | Sex Drive              | Lance Johnson              |             |
| 2010 | Kick-Ass               | Marty Eisenberg            |             |
| 2010 | Hot Tub Time Machine   | Jacob                      |             |
| 2010 | Journey of Mr. Rager   | Zichzelf                   |             |
| 2012 | A Thousand Words       | Aaron Wiseberger           |             |
| 2013 | Kick-Ass 2             | Marty Eisenberg/Battle Guy |             |
| 2013 | Identity Thief         | Everett                    |             |
| 2013 | The Croods             | Thunk                      | Stem        |
| 2015 | Hot Tub Time Machine 2 | Jacob                      |             |

### Televisie
| Jaar      | Serie                          | Rol                                                       | Afleveringen |
| --------- | ------------------------------ | --------------------------------------------------------- | --- |
| 1992–1994 | Hearts Afire                   | Elliot Hartman                                            | "Bees Can Sting You, Watch Out: Part 1" "The Big Date" "Three Men and a Bed" "John's Stallion" "While the Thomasons Slept" "Birth of a Donation" |
| 2004      | CSI: Crime Scene Investigation | Frat Boy #1                                               | "What's Eating Gilbert Grissom?" |
| 2006      | Clark and Michael              | Clark                                                     | |
| 2006      | Campus Ladies                  | Actor                                                     | "The Dare" |
| 2007–2011 | Greek                          | Dale Kettlewell                                           | |
| 2008      | Robot Chicken                  | Actor (Stem) Biker (Stem) Jor-El (Stem) Mike Lazzo (Stem) | "Chirlaxx" Bionic Cow |
| 2010      | WWE Raw                        | Guest host                                                | |
| 2010      | Childrens Hospital             | Captain Stern                                             | "Joke Overload" |
| 2012      | New Girl                       | Cliff                                                     | "Valentine’s Day" |
| 2012-2013 | The Office                     | Clark                                                     | Hoofdrol; Seizoen 9 (2012-2013) |
| 2014      | Two and a half men             | Barry Foster                                              | 8 afleveringen |